# Paratemnopteryx australis
Paratemnopteryx australis är en kackerlacksart som beskrevs av Henri Saussure 1869. Paratemnopteryx australis ingår i släktet Paratemnopteryx och familjen småkackerlackor. Inga underarter finns listade i Catalogue of Life.